# Monteynard
Monteynard település Franciaországban, Isère megyében. Lakosainak száma 500 fő (2022. január 1.). Monteynard Avignonet, Saint-Martin-de-la-Cluze, La Motte-Saint-Martin, Notre-Dame-de-Commiers és Notre-Dame-de-Vaulx községekkel határos.

## Népesség
A település népességének változása:
| Lakosok száma | 174  | 244  | 330  | 452  | 503  | 498  | 487  | 500  | 496  | 500  |
|               | 1968 | 1982 | 1990 | 2006 | 2013 | 2015 | 2017 | 2019 | 2020 | 2022 |